# マリー・ジャンヌ・ド・サヴォワ＝ヌムール
マリー・ジャンヌ・バティスト・ド・サヴォワ＝ヌムール（Marie Jeanne Baptiste de Savoie-Nemours, 1644年4月11日 - 1724年3月15日）は、サヴォイア公カルロ・エマヌエーレ2世の2番目の妃で、サルデーニャ王ヴィットーリオ・アメデーオ2世の母。イタリア名はマリーア・ジョヴァンナ・バッティスタ・ディ・サヴォイア（Maria Giovanna Battista di Savoia）。

## 生涯
サヴォイア家傍系サヴォワ＝ヌムール家の出身で、第6代ヌムール公シャルル・アメデの長女。母エリザベート・ド・ブルボン＝ヴァンドームはフランス王アンリ4世の庶子ヴァンドーム公セザールの娘で、カルロ・エマヌエーレ2世およびその最初の妃フランソワーズ・マドレーヌ・ドルレアンの従姉にあたる。妹に2代のポルトガル王の妃となったマリー・フランソワーズがいる。
元はロレーヌ公シャルル5世と婚約していたが、1665年にカルロ・エマヌエーレ2世と結婚した。カルロ・エマヌエーレ2世は前年に自身およびシャルル5世の従妹にあたる先妻フランソワーズ・マドレーヌ・ドルレアンと、結婚から1年足らずで死別していた。1666年に唯一の子供ヴィットーリオ・アメデーオ2世が生まれた。1675年に夫と死別した後は一人息子の摂政を務めた。